# Mitch Allan
Mitch Allan, est le chanteur principal, parolier et guitariste du groupe de punk rock SR-71, et le guitariste solo et choriste du groupe power pop Satellite.

## Biographie
Mitch Allan est né à Baltimore, dans le Maryland, cadet de deux enfants. Il fut diplômé de Randallstown High School à Baltimore. Mitch est ensuite allé à l'Université du Maryland, à College Park et fut diplômé d'un Baccalauréat en arts en communication et sciences politiques.
Son premier groupe, Honor Among Thieves, est devenu un grand nom de la scène musicale de Baltimore au milieu des années 90. Ils changèrent leur nom pour SR-71 quand ils signèrent chez RCA Records. Mitch a aussi dirigé et produit des enregistrements du Wall of Sound Recording Studio qui devint plus tard Wright Way Studios. 
En tant que Honor Among Thieves, le groupe a produit lui-même l'album Grow. Deux chansons de cet album seront retravaillées et insérées dans le premier album de SR-71, Now You See Inside.
Le single Right Now, écrit par Mitch Allan, apparaitra dans une douzaine de films dont Loser et Eh mec ! Elle est où ma caisse ?. Moins de deux ans plus tard sort le deuxième album de SR-71 Tomorrow, écrit et coproduit par Allan. Leur troisième album Here We Go Again sorti en 2004, est seulement disponible en import du Japon. Allan a prévu de sorti un album solo Clawing My Way To The Middle.
Ces dernières années, Mitch s'est concentré sur l'écriture de chansons et la production. Son succès le plus récent est la chanson 1985, qu'il a écrite avec John Allen et Jaret Reddick, jouée par le groupe Bowling for Soup. Allan apparait dans le clip vidéo de la chanson. D'abord seulement disponible sur le CD de SR-71 en import japonais Here We Go Again, la version de Bowling for Soup a été certifiée Digital Triple Platinum et a le record iTunes de téléchargements en une semaine (plus de 23,000). Elle se trouve sur l'album A Hangover You Don't Deserve de Bowling for Soup et sur la compilation Now That's What I Call Music! n°17.
Mitch a aussi écrit et/ou produit des chansons pour des artistes comme Chris Daughtry, Faith Hill, The Jonas Brothers, Tokio Hotel, Takota, Anberlin, Monty Are I, Bo Bice, and Marty Casey & Lovehammers.
Récemment, Mitch a été nommé pour un Latin Grammy Award pour la "Chanson de l'Année" pour la chanson de Belinda Bella Traición. La chanson Lost coécrite par Mitch et Kara DioGuardi a été enregistrée par Faith Hill, et sortie en tant que premier single de son projet "Greatest Hits". En 2009, il coécrit avec Kara DioGuardi et Cathy Dennis le single No Boundaries du gagnant d'American Idol.
Sur son compte Twitter, Mitch a déclaré en 2010 qu'il sortirait un EP solo plus tard cette année. Il a aussi mentionné qu'il sortirait un autre EP avec un nouveau projet appelé Satellite dans les prochains mois. De plus, le groupe a annoncé que l'EP serait nommé Ring The Bells et sortirait le 27 juillet avec le single Say the Words qui sortirait gratuitement.
Joueur de poker, Mitch est aussi connu pour être un joueur régulier sur le site Hollywood Poker, qui est géré en collaboration avec Ongame Network.

## Discographie

### Avec SR-71
- Now You See Inside (2000)
- Tomorrow (2002)
- Here We Go Again (2004, Japon - 2010, États-Unis)

### Avec Satellite
- Ring the Bells (July 2010)

### Solo
- Clawing My Way to the Middle

### Ecriture et production
| Année | Titre de l'album                 | Groupe                  | RLabel             | Crédits |
| ----- | -------------------------------- | ----------------------- | ------------------ | --- |
| 2000  | Now You See Inside               | SR-71                   | RCA                | Parolier de Politically Correct, Go Away et Non-Toxic, coparolier de Right Now, Another Night Alone et Alive |
| 2002  | Tomorrow                         | SR-71                   | RCA                | Coparolier et coproducteur                                                                                   |
| 2004  | Here We Go Again                 | SR-71                   | Crown Japan        | Parolier et producteur                                                                                       |
| 2004  | A Hangover You Don't Deserve     | Bowling for Soup        | Jive/Zomba         | Coparolier de 1985                                                                                           |
| 2005  | The Red Shift                    | Monty Are I             |                    | Producteur                                                                                                   |
| 2005  | A Little More Personal (Raw)     | Lindsay Lohan           | Casablanca         | Coparolier de Fastlane                                                                                       |
| 2005  | The Real Thing                   | Bo Bice                 | RCA                | Coparolier de My World, producteur                                                                           |
| 2006  | Marty Casey and Lovehammers      | Lovehammers             | Epic               | Coparolier et producteur de Casualty                                                                         |
| 2006  | Voodoo Shoppe                    | Cowboy Mouth            | Verve Forecast     | Coparolier de Joe Strummer, producteur                                                                       |
| 2006  | All It What You Want             | JParis                  | Emanon             | Coparolier de Here We Go Again, producteur                                                                   |
| 2006  | Utopía                           | Belinda                 | EMI Televisa Music | Coparolier de Bella Traición et Alguien Más, producteur                                                      |
| 2006  | Daughtry                         | Daughtry                | RCA                | Coparolier de All These Lives                                                                                |
| 2006  | The Great Burrito Extortion Case | Bowling for Soup        | Jive/Zomba         | Coparolier de Much More Beautiful Person (feat. Lesley Roy)                                                  |
| 2007  | The Final Season Soundtrack      | Alex Band               |                    | Coparolier de Coming Home                                                                                    |
| 2007  | Dignity                          | Hilary Duff             | Hollywood          | Coparolier de Happy                                                                                          |
| 2007  | The Hits                         | Faith Hill              | Warner Bros.       | Coparolier de Lost                                                                                           |
| 2007  | Unbreakable                      | Backstreet Boys         | Jive               | Coparolier et producteur de Something That I Already Know                                                    |
| 2008  | Indigo                           | Diego González          | EMI                | Coparolier et producteur de Losing Me                                                                        |
| 2008  | Camp Rock                        | Jonas Brothers          | Walt Disney        | Parolier |
| 2008  | Unbeautiful                      | Lesley Roy              | Jive               | Coparolier et producteur de Make It Back                                                                     |
| 2008  | New Surrender                    | Anberlin                | Universal Republic | Coparolier de Soft Skeletons                                                                                 |
| 2009  | No Boundaries                    | Kris Allen/Adam Lambert | Sony Music         | Coparolier                                                                                                   |
| 2009  | Hannah Montana 3                 | Hannah Montana          | Walt Disney        | Producteur/Coparolier de He Could Be the One et Don't Wanna Be Torn                                          |
| 2009  | Leave This Town                  | Daughtry                | RCA                | Coparolier de Learn My Lesson et One Last Chance                                                             |
| 2009  | Jessie James                     | Jessie James            | Mercury            | Producteur, Coparolier de Wanted                                                                             |
| 2009  | Let's Rock and Roll              | Charm City Devils       | Eleven Seven       | Producteur, Coparolier de The Best of the Worst, producteur de Almost Home                                   |
| 2009  | Picture Perfect                  | Every Avenue            | Fearless           | Producteur                                                                                                   |
| 2010  | Unbroken                         | Katharine McPhee        | Verve Forecast     | Coparolier Had It All                                                                                        |
| 2010  | Ring the Bells                   | Satellite               | ADM                | Producteur et coparolier                                                                                     |
| 2010  | Hannah Montana Forever           | Hannah Montana          | Walt Disney        | Producteur/Coparolier de I'll Always Remember You                                                            |
| 2010  | Fishin' for Woo's                | Bowling for Soup        |                    | Producteur, coparolier de Dear Megan Fox                                                                     |
| 2010  | Famous For Nothing               | Simple Plan             |                    | Coparolier                                                                                                   |